# Шмидт, Карл Эрнст Генрих
Карл Эрнст Ге́нрих Шмидт (нем. Carl Ernst Heinrich Schmidt; 1 (13) июня 1822, Митава — 27 февраля (11 марта) 1894, Юрьев), известен также, как Карл Ге́нрихович (Э́рнстович) Шмидт — русский химик немецко-балтийского происхождения, профессор Дерптского университета, член-корреспондент Петербургской Академии наук (1873), автор более 130 научных статей по аналитической, органической и неорганической химии. Был руководителем работы на соискание степени доктора философии нобелевского лауреата в области химии Вильгельма Оствальда.
Шмидт — автор русского слова «углеводы» (1844).

## Биография
Карл Шмидт родился 1 (13) июня 1822 года в Митаве, в семье аптекаря. После окончания Митавской гимназии, поощряемый отцом, с 1838 по 1841 год он учился на фармацевта в Берлине, а затем изучал аналитическую химию и медицину в Берлине в 1842/1843 году (его преподавателями были немецкие анатом Иоганн Мюллер и химик Генрих Розе), В 1843/1844 году в Гиссене занимался у Либиха, под руководством которого в 1844 году защитил работу «Ueber die Pflanzenschieime und Bassorin» на соискание степени доктора философии. Потом работал в Гёттингене, в лаборатории Фридриха Вёлера и 19 марта 1845 года в Гёттингенском университете получил степень доктора медицины за диссертацию «Zur vergleichenden Physiologie der wirheflosen Thiere».
Вернувшись в Россию, несколько месяцем занимался в медико-хирургической академии у Пирогова и 24 ноября 1845 года выдержал экзамен, получив степень лекаря 1-го отделения. В феврале 1846 года переехал в Дерпт, где написал две диссертации и получил в Дерптском университете veniam legendi по медицинскому факультету, а затем российскую степень доктора медицины.
В Дерптском университете он сначала читал в качестве приват-доцента лекции по физиологической и патологической химии; в февраля 1847 года был утверждён штатным доцентом медицинского факультета. С 1847 по 1850 год с профессором Фридрихом Биддером провёл ряд работ по пищеварению, результаты которых были ими изложены в книге, изданной в 1852 году и озаглавленной «Die Verdauungssaefte und der Stoffwechsel» (Mitau und Leipzig, G.A. Reyher`s Verlagsbuchhandlungen. 1852).
В 1850 году ему было поручено временное заведование Фармацевтическим институтом при Дерптском университете; с 4 октября 1850 года — экстраординарный профессор по кафедре фармации медицинского факультета. Но в 1851 году был единогласно избран профессором общей химии на место Гебеля и с 1852 года преподавал на кафедре химии физико-математического факультета; с 12 декабря 1852 года — ординарный профессор; состоял также и заведующим химической лабораторией.
Несмотря на широкое научное признание, Шмидт не изменил своему стилю работы. Всегда, если у него не было лекций, приходил в лабораторию к 8 утра, никогда не пользовался услугами ассистентов и работал до 8 вечера с двумя часами перерыва на обед и различные обсуждения. Говорил, что его дом всегда открыт для студентов, которым он часто помогал в их исследованиях. В числе его учеников был Вильгельм Оствальд, Бунге, Натансон, Бенрат, Рихтер, Ю. Шредер, В. Шредер, В. Ливен.
С 7 декабря 1873 года был член-корреспондентом Петербургской Академии наук, физико-математическое отделение (по разряду физических наук).
Умер в Дерпте 27 февраля (11 марта) 1894 года.

## Вклад в науку
Учёная деятельность Карла Шмидта распадается на два периода, которые разделяются первой половиной 1860-х годов. Первый период его деятельность был посвящён физиологической химии, второй — геохимии (торфа, фосфоритов, природного газа и нефти) и аналитической химии, с явным преобладанием гидрохимии — занимался химическими анализами для сельскохозяйственных, гигиенических и технических целей.
Карл Шмидт стал одним из основателей физиологической химии. Он установил кристаллические структуры многих важных биохимических веществ: мочевой кислоты, щавелевой кислоты и её солей, молочной кислоты, холестерина, стеарина и других. Исследовал ткани мышц и хитин. Показал, что клетки животных и растений химически подобны. Впервые обнаружил, что мочевина и виноградный сахар являются компонентами крови животных. Изучил процесс спиртового брожения и обнаружил янтарную кислоту, как продукт спиртового брожения. Определил химические изменения в крови, связанные с холерой, дизентерией, диабетом и отравлениями мышьяком.